# Lucrezia (opera)
Lucrezia P 180 è un'opera di Ottorino Respighi su libretto di Claudio Guastalla. Il lavoro, che la morte aveva impedito al compositore di portare a termine, venne completato dalla vedova, Elsa Olivieri Respighi, e da un suo allievo, Ennio Porrino. Ebbe la prima rappresentazione il 24 febbraio 1937 al Teatro alla Scala di Milano, con ottime accoglienze. Nella stessa serata vennero rappresentate anche altre composizioni di Respighi: Maria Egiziaca e Gli uccelli.
Andrea Della Corte apprezzò molto l'opera, giudicandola la migliore tra le composizioni per il teatro di Respighi, per l'equilibrio di espressioni e tecniche. Una particolarità di questo lavoro consiste nella presenza della Voce, un personaggio che canta dall'orchestra descrivendo alcune scene e le emozioni degli altri personaggi.

## Cast della prima rappresentazione
| Personaggio     | Interprete (Direttore: Gino Marinuzzi) |
| --------------- | -------------------------------------- |
| la Voce         | Ebe Stignani                           |
| Lucrezia        | Maria Caniglia                         |
| Servia          | Maria Marcucci                         |
| Venilia         | Renata Villani                         |
| Collatino       | Pablo Civil                            |
| Bruto           | Ettore Parmeggiani                     |
| Sesto Tarquinio | Gaetano Viviani                        |
| Tito            | Leone Paci                             |
| Arunte          | Eraldo Coda                            |
| Spurio Lucrezio | Bruno Carmassi                         |
| Valerio         | Aristide Baracchi                      |

La regia era di Mario Frigerio, la scenografia di Pietro Aschieri.

## Trama
Sesto, Tito e Arunte scommettono con Collatino, marito di Lucrezia, che quest'ultima gli è infedele, cercano inutilmente di sorprenderla in flagrante tradimento e perdono la scommessa.
Sesto però si è invaghito della donna e durante la notte la violenta. Il mattino seguente Lucrezia si uccide, dopo avere raccontato l'evento al padre e al marito.

## Organico orchestrale
Ottavino, 2 flauti, 2 oboi, corno inglese, 2 clarinetti in si bemolle, 2 fagotti, 4 corni in fa, 3 trombe in si bemole, 2 tromboni tenori, trombone, basso tuba, piatti, grancassa, tam-tam, archi

## Discografia
- 1958 - Mitì Truccato Pace (la Voce), Anna De Cavalieri (Lucrezia), Franca Marghinotti (Servia), Adelide Montano (Venilia), Walter Brunelli (Collatino), Renato Gavarini (Bruto), Mario Sereni (Sesto Tarquinio), Valerio Meucci (Arunte), Fernando Corena (Spurio Lucrezio), Giovanni Ciavola (Valerio). Orchestra sinfonica e Coro di Milano della RAI. Direttore Oliviero De Fabritiis. Golden Age of Opera EJS 535 (LP. Registrazione dal vivo monofonica)[4]
- 1981 - Jone Jori (la Voce), Elizabeth Byrne (Lucrezia), Andreas Jäggi (Collatino), Giuseppe Morino (Bruto), Daniel Washington (Sesto Tarquinio), Rado Hanak (Arunte). Junge Philharmonie der A.M.O.R. Direttore Ettore Gracis. Bongiovanni (CD:  GB 2013-2)[5]
- 1994 - Stefania Kaluza (la Voce), Michela Remor (Lucrezia), Denisa Slepkovská (Servia), Adriana Kohutková (Venilia), Ludovít Ludha (Collatino), Igor Pasek (Bruto), Richard Haan (Sesto Tarquinio), Ján Durco (Tito), Rado Hanák (Arunte), Rado Hanák (Spurio Lucrezio), Ján Durco (Valerio). Orchestra sinfonica della Radio di Bratislava. Direttore Adriano. Marco Polo 223717. [6]